# SV Herborn
Der SV Herborn 1920 e.V. ist ein deutscher Fußballverein mit Sitz in der hessischen Stadt Herborn im Lahn-Dill-Kreis.

## Geschichte

### Gründung bis 1960er Jahre
Der Verein wurde ursprünglich im Jahr 1920 gegründet. Zur Saison 1955/56 gelang es der ersten Mannschaft zum ersten Mal in die zu dieser Zeit drittklassige 1. Amateurliga Hessen aufzusteigen. Mit 14:48 Punkten landete man aber auf dem 16. und damit letzten Platz, was den direkten Wiederabstieg bedeutete. Der zweite Aufstieg gelang dann nochmal zur Saison 1959/60, in welche man mit 33:35 Punkten über den 11. Platz schließlich auch die Klasse halten konnte. Die Folgesaison war dann jedoch wieder eine drastische Verschlechterung, wodurch man am Ende mit 16:52 Punkten wieder auf dem letzten Platz stand und somit erneut abstieg.

### Heutige Zeit
In der Saison 2005/06 spielte die erste Mannschaft in der Kreisliga B Dillenburg und belegte dort am Ende mit 47 Punkten den achten Platz. Nach der Saison 2010/11 stand die Mannschaft mit 71 Punkten auf dem zweiten Platz. Was die Teilnahme an der Aufstiegsrelegation zur Kreisliga A einbrachte. Dort traf man auf Türkgücü Dillenburg und die zweite Mannschaft des TSV Steinbach, konnte aber gegen beide keinen einzigen Punkt mitnehmen und verblieb somit in der Kreisliga B. Endlich eine Meisterschaft, gelang dem Verein dann in der Saison 2013/14, wonach es mit 74 Punkten als Aufsteiger in die Kreisliga A ging. Dort hatte man zwar auch in der darauffolgenden Saison gleich einen guten Einstand, konnte diesen aber nicht halten und stieg somit nach der Spielzeit 2015/16 mit 17 Punkten über den 16. Platz wieder ab. Gleich danach ging es am Ende der Saison 2016/17 mit nur 25 Punkten sogar in die Abstiegsrelegation der Kreisliga B. Dort unterlag man auch und landete somit in der noch relativ neuen Kreisliga C. Direkt in der Folgesaison konnte man mit 64 Punkten wieder aufsteigen, dort dann aber auch nur über den zweiten Platz. Erneut ging es dann in der Saison 2018/19 in die Abstiegsrelegation, wo man sich im Hin- und Rückspiel nicht gegen den SSV Wissenbach durchsetzen konnte und somit nochmal runter in die Kreisliga C musste. Dort schloss der Verein die aufgrund der COVID-19-Pandemie abgebrochene Spielzeit 2019/20 mit einer Punktzahl von 2,80 ab und spielt somit seit der Saison 2020/21 wieder in der Kreisliga B. In der Saison 2023/24 ist SV Herborn in die Kreisliga A Dillenburg aufgestiegen.